# ألباني (مقاطعة غرين)
ألباني، مقاطعة غرين، ويسكونسن  (بالإنجليزية: Albany, Green County, Wisconsin)‏ هي بلدة تقع بولاية ويسكونسن في الولايات المتحدة. تبلغ مساحتها 88.9 (كم²)، وترتفع عن سطح البحر 245 م، بلغ عدد سكانها 775 نسمة في عام تعداد الولايات المتحدة 2000 حسب إحصاء مكتب تعداد الولايات المتحدة .

## وصلات خارجية
- Town of Albany